# مقاطعة ساموخ
مقاطعة ساموخ (بالأذرية: Samux rayonu)‏ هي إحدى مقاطعات أذربيجان. يقدر عدد سكانها بـ 54,600 نسمة ومساحتها 1,450 كم2 .